# Papias
Papias var biskop av Hierapolis i Frygien, sedermera helgon inom Romersk-katolska kyrkan med festdag den 22 februari. Papias räknas till kyrkofäderna.
Han skrev i första tredjedelen av 100-talet fem böcker om exegetik av Gamla Testamentet och utläggningar av traditioner och Jesusord, varav endast fragment är bevarade i form av små citat hos Irenaeus och Eusebios. Papias återgav i sitt verk på grund av muntlig tradition från apostlalärjungar (presbyterer) även sådana Jesusord, som inte finns i evangelierna. 
Särskilt viktig har Papias blivit för forskningen genom sina notiser om uppkomsten av Matteus och Markus evangelier, som han kände och använde. Om ändamålet med hans verk finns många hypoteser (komplettering av traditionen, polemik mot gnosticism, judendom och så vidare). Papias var kiliast, vilket bidrog till att hans verk sedan gick under.

## Fotnoter
1. ↑  Tjeckiska nationalbibliotekets databas, NKC-ID: uk20231187967, läst: 23 maj 2023.[källa från Wikidata]